# Axiokebuita millsi
Axiokebuita millsi är en ringmaskart som beskrevs av Pocklington och Fournier 1987. Axiokebuita millsi ingår i släktet Axiokebuita och familjen Scalibregmatidae. Arten har ej påträffats i Sverige. Inga underarter finns listade i Catalogue of Life.